# Cantonul Rambervillers
Cantonul Rambervillers este un canton din arondismentul Épinal, departamentul Vosges, regiunea Lorena, Franța.

## Comune
| Comune                     | Populație (1999) | Cod poștal | Cod INSEE |
| -------------------------- | ---------------- | ---------- | --------- |
| Anglemont                  | 173              | 88700      | 88008     |
| Autrey                     | 308              | 88700      | 88021     |
| Bazien                     | 84               | 88700      | 88042     |
| Brû                        | 604              | 88700      | 88077     |
| Bult                       | 287              | 88700      | 88080     |
| Clézentaine                | 216              | 88700      | 88110     |
| Deinvillers                | 55               | 88700      | 88127     |
| Domptail                   | 295              | 88700      | 88153     |
| Doncières                  | 149              | 88700      | 88156     |
| Fauconcourt                | 125              | 88700      | 88168     |
| Hardancourt                | 44               | 88700      | 88230     |
| Housseras                  | 466              | 88700      | 88253     |
| Jeanménil                  | 1058             | 88700      | 88251     |
| Ménarmont                  | 48               | 88700      | 88298     |
| Ménil-sur-Belvitte         | 308              | 88700      | 88301     |
| Moyemont                   | 221              | 88700      | 88318     |
| Nossoncourt                | 106              | 88700      | 88333     |
| Ortoncourt                 | 80               | 88700      | 88338     |
| Rambervillers              | 5714             | 88700      | 88367     |
| Romont                     | 346              | 88700      | 88395     |
| Roville-aux-Chênes         | 377              | 88700      | 88402     |
| Saint-Benoît-la-Chipotte   | 404              | 88700      | 88412     |
| Sainte-Barbe               | 281              | 88700      | 88410     |
| Saint-Genest               | 127              | 88700      | 88416     |
| Saint-Gorgon               | 375              | 88700      | 88417     |
| Saint-Maurice-sur-Mortagne | 178              | 88700      | 88425     |
| Saint-Pierremont           | 159              | 88700      | 88432     |
| Vomécourt                  | 266              | 88700      | 88521     |
| Xaffévillers               | 141              | 88700      | 88527     |